# Чуприяновка (платформа)
Чуприя́новка — остановочный пункт на участке Москва — Тверь главного хода Октябрьской железной дороги. Находится в посёлке Чуприяновка Калининского района Тверской области. К юго-востоку от платформы располагается железнодорожный переезд. 
Открыт, по разным данным, в 1870 или в 1874 году. Название станции произошло от населённого пункта, на территории которого она расположена, который, в свою очередь, происходит от фамилии Чуприн.
На станции имеются две посадочные боковые высокие платформы. Переход между платформами осуществляется по деревянным настилам. Турникетами не оборудована. В 2011—2012 годах был произведён капитальный ремонт платформ.
В ста метрах от платформы находится регулируемый железнодорожный переезд. После организации движения поездов «Сапсан» переезд стал регулярно закрываться на 40-122 минуты, в течение которых посёлок фактически оказывался разделённым на две части. В 2011-м году переезд был оснащен противотаранным устройством ПТУ-7,5 и системой видеофиксации нарушений правил дорожного движения. Данное противотаранное устройство способно одновременно перекрывать обе полосы автомобильной дороги, что полностью исключает возможность выезда автомобильного транспорта на железнодорожные пути. В результате нововведения время закрытия железнодорожного переезда было значительно сокращено: на подготовку переезда к пропуску высокоскоростных поездов «Сапсан» сейчас достаточно 5 минут. С 2010 года также рассматривается вопрос о сооружении путепровода в районе станции.
Рядом с Чуприяновкой ежегодно устраиваются лыжные трассы, есть много горок для зимнего катания на санках, лыжах, сноубордах. Из-за удобной транспортной инфраструктуры Чуприяновка является любимым местом зимнего активного отдыха тверитян.

## Фотографии

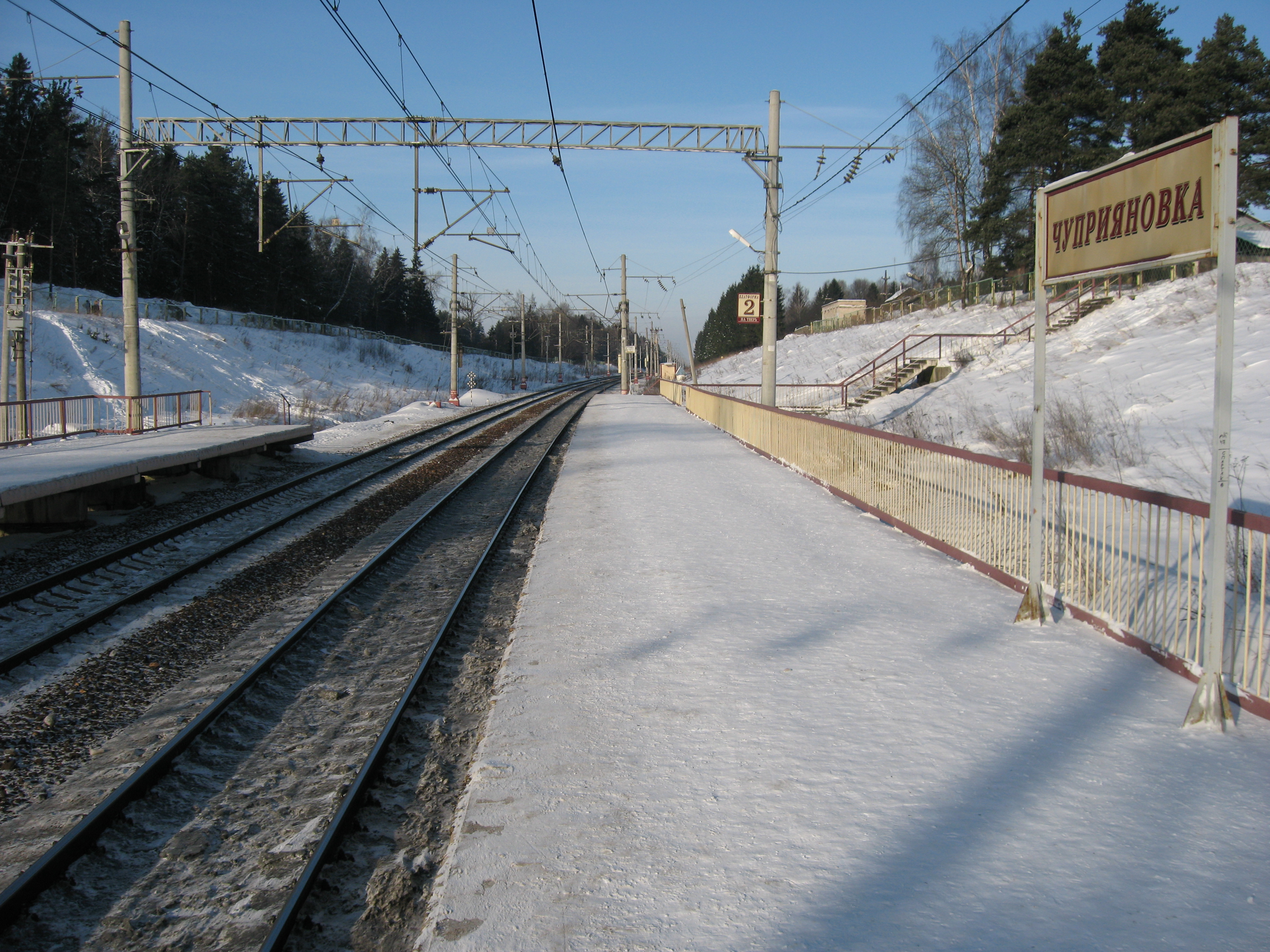
Вид в сторону платформы Лазурная
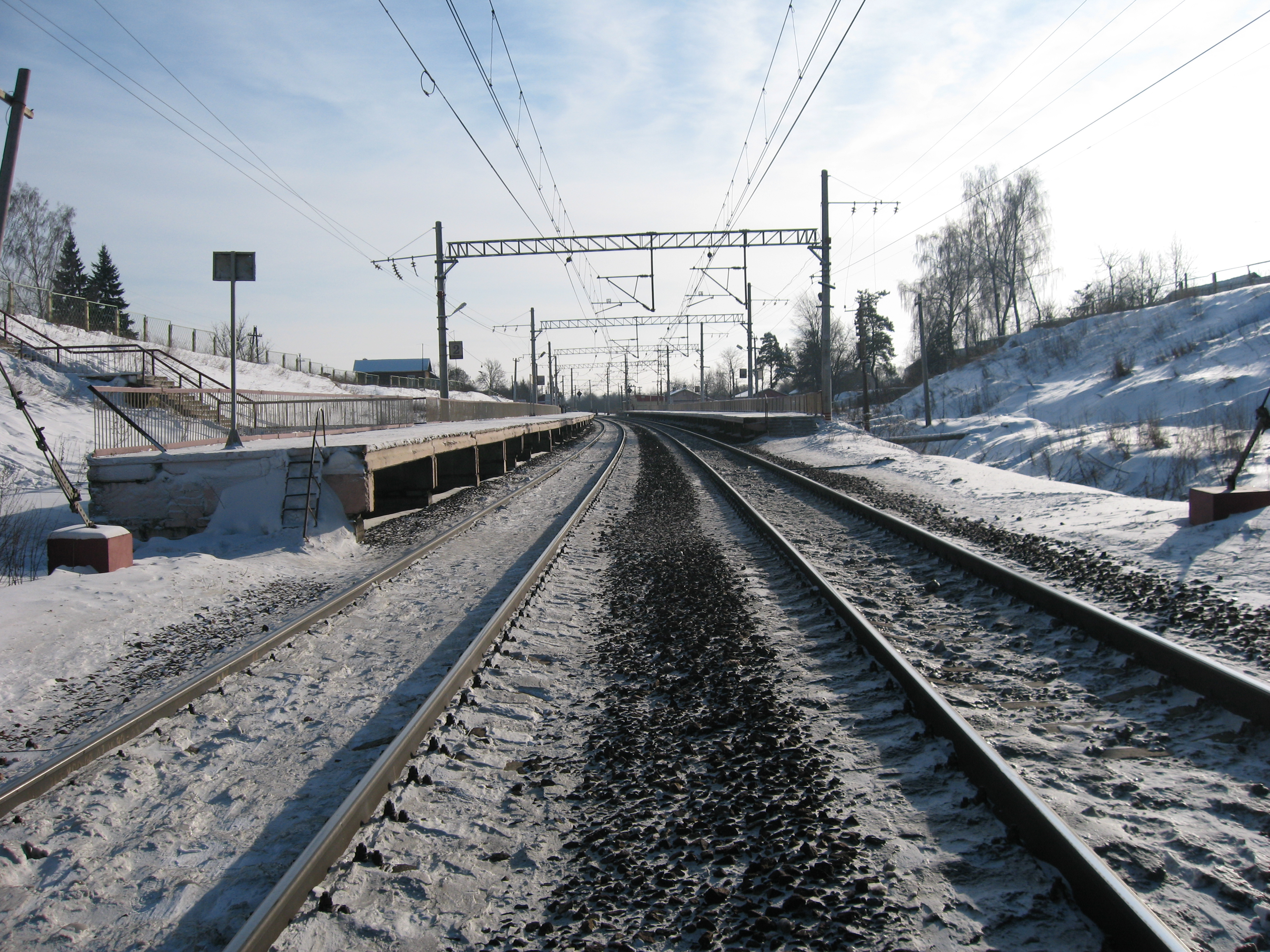
Вид в сторону платформы Кузьминка